# Fartuun Adan
Fartuun Abdisalaan Adan (em somali:  Fartuun Aadan, em árabe: فارتون آدن, nascida em 1969, em Mogadíscio, Somália) é uma ativista social da etnia somali. Ela é a Diretora Executiva do Elman Peace and Human Rights Center. Juntamente com sua filha Ilwad Elman, ela recebeu o Right Livelihood Award (“Prêmio Nobel Alternativo”), em 2022.

## Vida pessoal
Fartuun Adan cresceu na Somália. Aos 18 anos, ela se casou com Elman Ali Ahmed, um empresário local e ativista pela paz, que trabalhou em projetos de paz após a eclosão da guerra civil da Somália. Em seu negócio de venda de geradores elétricos, Elman Ali Ahmed empregou muitos jovens que salvou de servirem como soldados dos senhores da guerra locais. O casal teve quatro filhas.
Em 1990, Fartuun Adan e seu marido fundaram a organização Elman Peace. Sua iniciativa "Largue a arma, pegue a caneta" (Drop the Gun, Pick Up the Pen) contribuiu para o desarmamento e a reabilitação de milhares de jovens membros da milícia do Clã. Em 1996, durante o auge da guerra civil da Somália, o marido de Fartuun Adan foi morto perto da casa da família, no sul da cidade de Mogadíscio, capital da Somália. Em 1999, para se proteger da crescente violência na Somália, Fartuun Adan emigrou para o Canadá com suas filhas.
Em 2007, ela voltou à Somália para continuar o trabalho de Elman Peace e defender a paz e os direitos humanos. Em 2010, sua filha Ilwad Elman ingressou na organização. Elman Peace foi gradualmente pioneiro em toda a Somália nas prioridades temáticas sobrepostas de paz e justiça, clima e segurança, direitos humanos e proteção, questões de gênero e igualdade, educação, meios de subsistência e criação de empregos.
Em 20 de novembro de 2019, as autoridades locais confirmaram que uma de suas filhas, Almaas Elman, que havia retornado à Somália como trabalhadora humanitária, foi morta a tiros em um carro, perto do Aeroporto Internacional Aden Adde, em Mogadíscio.

## Carreira
Fartuun Adan é Diretora Executiva do Elman Peace and Human Rights Center, uma ONG com sede em Mogadíscio, criada em homenagem a seu falecido marido. Ela atua como Diretora Executiva da organização e sua filha Ilwad Elman trabalha ao lado dela.
Por meio do centro, Fartuun Adan e Ilwad Elman co-fundaram a Sister Somalia, o primeiro centro de crise de estupro do país para assistência a sobreviventes de violência sexual e de gênero. Em 2022, existem centros em oito regiões da Somália, que oferecem aconselhamento psicossocial e atendimento médico de emergência. Para o grande número de bebês abandonados nas ruas de Mogadíscio logo após o nascimento, as duas mulheres criaram um lar que oferece um ambiente acolhedor. Fartuun Adan e Ilwad Elman continuam comprometidas com a reintegração de ex-combatentes, incluindo crianças soldados. Um dos focos são as atividades destinadas a restaurar a saúde mental, usando novas formas de terapia.
Em 2018, Elman Peace fundou a rede Peace by Africa juntamente com o Programa de Desenvolvimento da Organização das Nações Unidas (ONU).

## Prêmios
- 2013 - Prêmio Internacional de Mulheres de Coragem do Departamento de Estado dos Estados Unidos.[7]

- 2014 - Prêmio do governo da Alemanha por seu trabalho com o Elman Peace and Human Rights Centre.[9]

- 2017 - Fartuun Adan e sua filha Ilwad Elman foram indicadas ao Prêmio Aurora para o Despertar da Humanidade.[10]
- 2022 - Right Livelihood Award (“Prêmio Nobel Alternativo”).[11]